# To Each His Own (banda)
To Each His Own (abreviado TEHO) es una banda estadounidense de metalcore procedente de San Diego, California. El grupo firmó con Mediaskare.

## Álbumes de estudio
- 2013 - My Final Despair

## Videografía
- "My Final Despair" (2011)
- "Always Words Beneath" (2014)
- "Stray From Lost" (2014)

## Miembros
- Ryan Christensen - Voz (desde 2008)
- Michael Wolfe - guitarra líder, coros, programación, teclados (desde 2006)
- Mitchell Wofford - guitarra rítmica (desde 2012)
- Richie King   - bajo (desde 2009)

- Datos: Q16640589
- Multimedia: To Each His Own / Q16640589